# Manastash Ridge

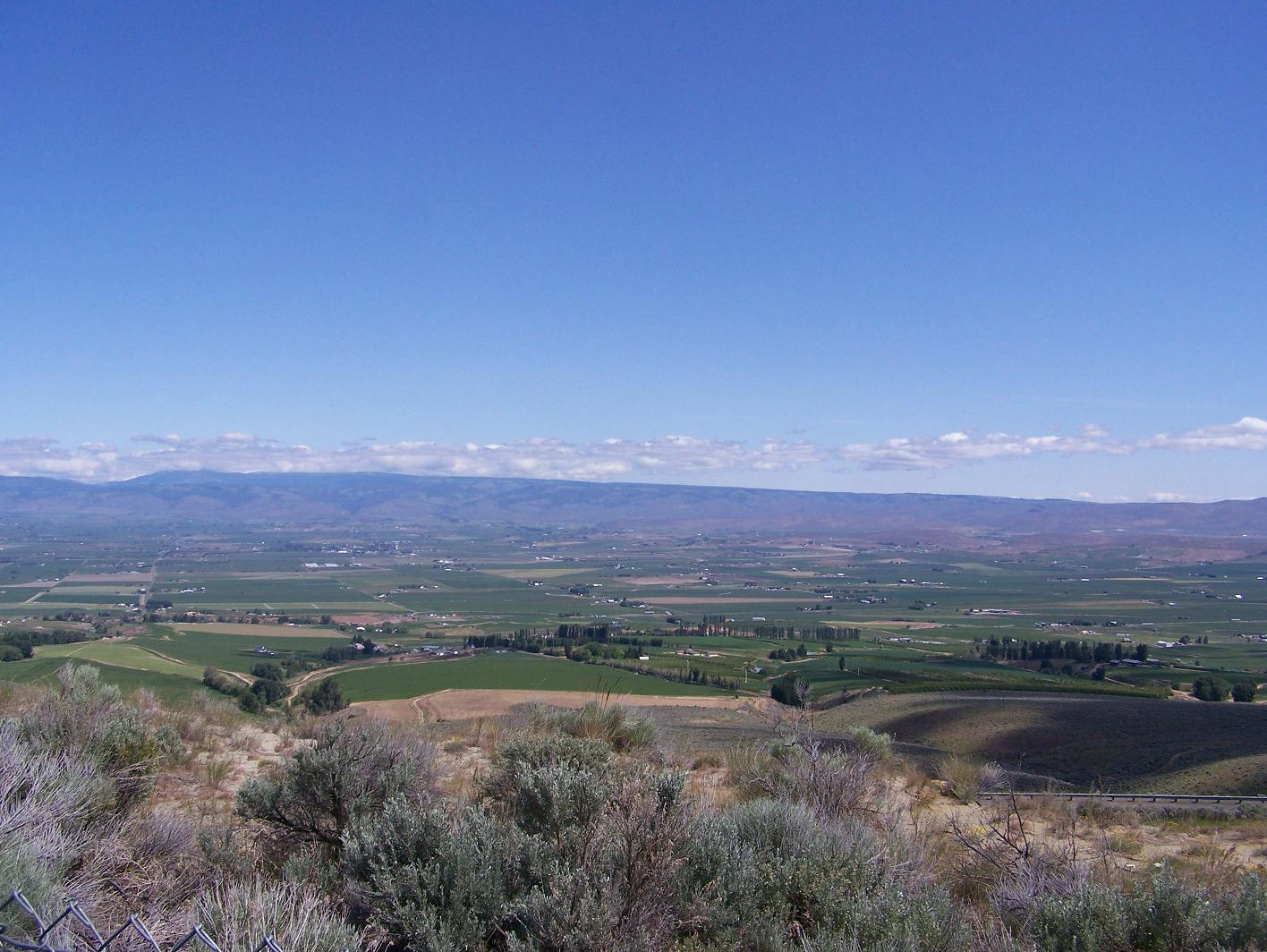
Blick von der Manastash Ridge nach Ellensburg mit der Kaskadenkette im Hintergrund

Die Manastash Ridge ist eine lange, antiklinale Bergkette im zentralen Teil des US-Bundesstaates Washington. Sie verläuft hauptsächlich in Ost-West-Richtung in den Countys Kittitas und Yakima über etwa 50 mi (80 km). Die Kette ist Teil des Yakima Fold Belt, mehrerer sich ostwärts erstreckender Ketten, die bei einer miozänen Faltung der Columbia River Basalt Group entstand.
Der höchste Punkt der Manastash Ridge ist der Manastash Peak mit 6.335 ft (1.931 m) Höhe, 22,4 mi (36 km) westlich von Ellensburg. Die Interstate 82 quert den östlichen Teil der Kette; der Manastash Ridge Summit liegt am Meilenstein 7 der Interstate (südlich von Ellensburg) oder etwa 24 mi (39 km) nördlich von Yakima auf einer Höhe von 2.672 ft (814 m).
Die astronomische Abteilung der University of Washington unterhält das Manastash Ridge Observatory, etwa 9 mi (14 km) westsüdwestlich von Ellensburg gelegen.

## Gipfel der Manastash Ridge
| Gipfel             | Höhe               | Koordinaten          | Quelle |
| ------------------ | ------------------ | -------------------- | --- |
| Manastash Mountain | 6.335 ft (1.931 m) |                      | |
| Quartz Mountain    | 6.296 ft (1.919 m) | 47° 4′ N, 121° 5′ W  | Quartz Mountain. In: Geographic Names Information System. United States Geological Survey, United States Department of the Interior, abgerufen am 9. Juli 2018 (englisch). |
| Mount Clifty       | 6.004 ft (1.830 m) | 47° 6′ N, 121° 10′ W | Mount Clifty. In: Geographic Names Information System. United States Geological Survey, United States Department of the Interior, abgerufen am 9. Juli 2018 (englisch).    |
| Lookout Mountain   | 6.188 ft (1.886 m) | 47° 7′ N, 121° 8′ W  | Lookout Mountain, Washington. Abgerufen am 9. Juli 2018. |